# سیارک ۵۹۱۷
سیارک ۵۹۱۷ (به انگلیسی: 5917 Chibasai، نامگذاری:1991NG) پنج هزار و نهصد و هفدهمین سیارک کشف شده‌است که در ۷ ژوئیه ۱۹۹۱ کشف شد.